# Flèche wallonne féminine 2009
Cet article concerne l'édition féminine de la Flèche wallonne. Pour la course masculine, voir Flèche wallonne 2009.
La 12e édition de la Flèche wallonne féminine a eu lieu le 22 avril 2009. Elle fait partie du calendrier de la Coupe du monde de cyclisme sur route féminine 2009. La course est remportée par la Néerlandaise Marianne Vos.

## Équipes
| Équipes féminines professionnelles (18)- Bigla - Cervélo TestTeam - Team CMAX Dila - Columbia-HTC Women - DSB Bank-Nederland Bloeit - Fenixs - Flexpoint - Gauss RDZ Ormu-Colnago - Leontien.nl - Lotto-Belisol Ladiesteam - Equipe Nürnberger Versicherung - Red Sun Cycling Team - Safi-Pasta Zara-Titanedi - Selle Italia Ghezzi - Topsport Vlaanderen-Thompson - USC Chirio Forno d'Asolo - Vienne Futuroscope - Vision 1 Racing Équipes nationales (6)- Allemagne - Australie - États-Unis - France - Pays-Bas - Russie |
| |

## Parcours
Le parcours, long de 97,5 km, comporte les huit côtes suivantes
:
| Num | Nom                | km   | Longueur (m) | Pente moyenne | km de l'arrivée |
| --- | ------------------ | ---- | ------------ | ------------- | --------------- |
| 1   | Côte de Peu d'Eau  | 38,5 | 2 700        | 3,9 %         | 59              |
| 2   | Côte de Haut-Bois  | 44   | 1 600        | 4,8 %         | 53,5            |
| 3   | Côte de Thon       | 53,5 | 1 000        | 8,5 %         | 44              |
| 4   | Côte de Bonneville | 61,5 | 900          | 9,7 %         | 36              |
| 5   | Côte de Bohissau   | 73   | 1 300        | 7,6 %         | 24,5            |
| 6   | Côte de Bousalle   | 76   | 1 700        | 4,9 %         | 21,5            |
| 7   | Côte de Ahin       | 87   | 2 300        | 6,5 %         | 10,5            |
| 8   | Mur de Huy         | 97,5 | 1 300        | 9,3 %         | 0               |

## Favorites
Les Britanniques Nicole Cooke et Emma Pooley, fortes de leur performance l'année précédente, sont citées parmi les favorites de la Flèche wallonne. La double vainqueur Marianne Vos est également attendue. Tout comme Judith Arndt qui a déjà réalisé plusieurs podiums sur cette course.

## Récit de la course
La première attaque vient de Trixi Worrack dans la Côte de Peu d'Eau. Elle est rejointe par Ina-Yoko Teutenberg, Noemi Cantele et Christel Ferrier-Bruneau. Elles sont reprises au sommet de la Côte de Haut-Bois. Un groupe de treize part immédiatement après. Le peloton fait la jonction quinze kilomètres plus loin. À soixante kilomètres de l'arrivée, Luise Keller et Claudia Häusler passent à l'attaque. Cette dernière se retrouve seule dans la Côte de Bohissau. Elle est reprise peu avant le mur de Huy. Elle trouve cependant la force de repartir avec Marianne Vos, Amber Neben, Emma Johansson et Noemi Cantele. Dans l'ascension, Claudia Häusler accélère au milieu du mur mais se fait passer par Marianne Vos et Emma Johansson. Marianne Vos s'impose,.

## Classement final
| \| Classement général \| Classement général \| Classement général \| Classement général \| Classement général \| \| Coureuse \| Coureuse \| Pays \| Équipe \| Temps \| \| ------------------ \| ------------------ \| ------------------ \| ------------------------------ \| ------------------ \| \| 1re \| Marianne Vos \| Pays-Bas \| DSB Bank-Nederland Bloeit \| 2 h 35 min 40 s \| \| 2e \| Emma Johansson \| Suède \| Red Sun Cycling Team \| + 6 s \| \| 3e \| Claudia Häusler \| Allemagne \| Cervélo TestTeam \| + 10 s \| \| 4e \| Amber Neben \| États-Unis \| Equipe Nürnberger Versicherung \| + 15 s \| \| 5e \| Noemi Cantele \| Italie \| Bigla \| + 20 s \| \| 6e \| Nicole Cooke \| Royaume-Uni \| Vision 1 Racing \| + 21 s \| \| 7e \| Mara Abbott \| États-Unis \| Columbia-HTC Women \| + 22 s \| \| 8e \| Christiane Soeder \| Autriche \| Cervélo TestTeam \| + 28 s \| \| 9e \| Loes Gunnewijk \| Pays-Bas \| Flexpoint \| + 31 s \| \| 10e \| Marta Vilajosana \| Espagne \| Team CMAX Dila \| + 33 s \| |                   |             |                                |                 |
| |                   |             |                                |                 |
| Source : Cycling Quotient |                   |             |                                |                 |
| Classement général |                   |             |                                |                 |
| Coureuse | Coureuse          | Pays        | Équipe                         | Temps           |
| 1re | Marianne Vos      | Pays-Bas    | DSB Bank-Nederland Bloeit      | 2 h 35 min 40 s |
| 2e | Emma Johansson    | Suède       | Red Sun Cycling Team           | + 6 s           |
| 3e | Claudia Häusler   | Allemagne   | Cervélo TestTeam               | + 10 s          |
| 4e | Amber Neben       | États-Unis  | Equipe Nürnberger Versicherung | + 15 s          |
| 5e | Noemi Cantele     | Italie      | Bigla                          | + 20 s          |
| 6e | Nicole Cooke      | Royaume-Uni | Vision 1 Racing                | + 21 s          |
| 7e | Mara Abbott       | États-Unis  | Columbia-HTC Women             | + 22 s          |
| 8e | Christiane Soeder | Autriche    | Cervélo TestTeam               | + 28 s          |
| 9e | Loes Gunnewijk    | Pays-Bas    | Flexpoint                      | + 31 s          |
| 10e | Marta Vilajosana  | Espagne     | Team CMAX Dila                 | + 33 s          |

### Points attribués
| Position           | 1er | 2e | 3e | 4e | 5e | 6e | 7e | 8e | 9e | 10e | 11e | 12e | 13e | 14e | 15e |
| Classement général | 100 | 70 | 40 | 30 | 25 | 20 | 15 | 10 | 9  | 8   | 7   | 6   | 5   | 4   | 3   |

## Liste des participantes
| DSB Bank-Nederland Bloeit ARC | DSB Bank-Nederland Bloeit ARC | DSB Bank-Nederland Bloeit ARC |
| ----------------------------- | ----------------------------- | ----------------------------- |
| Num                           | Coureuse                      | Pos                           |
| 1                             | Marianne Vos (NED) (route)    | 1re                           |
| 2                             | Liesbet De Vocht (BEL)        | 28e                           |
| 3                             | Angela Brodtka (GER)          | 32e                           |
| 4                             | Tina Liebig (GER)             | 64e                           |
| 5                             | Noortje Tabak (NED)           | 50e                           |
| 6                             | Marieke van Wanroij (NED)     | 59e                           |

| Red Sun Cycling Team RSC | Red Sun Cycling Team RSC                 | Red Sun Cycling Team RSC |
| ------------------------ | ---------------------------------------- | ------------------------ |
| Num                      | Coureuse                                 | Pos                      |
| 11                       | Emma Johansson (SWE)                     | 2e                       |
| 12                       | Paulina Brzeźna-Bentkowska (POL) (route) | 33e                      |
| 13                       | Petra Dijkman (NED)                      | 66e                      |
| 14                       | Ludivine Henrion (BEL)                   | 41e                      |
| 15                       | Mascha Pijnenborg (NED)                  | 39e                      |
| 16                       | Laure Werner (BEL)                       | AB                       |

| Columbia-HTC Women TCW | Columbia-HTC Women TCW            | Columbia-HTC Women TCW |
| ---------------------- | --------------------------------- | ---------------------- |
| Num                    | Coureuse                          | Pos                    |
| 21                     | Luise Keller (GER) (route)        | 26e                    |
| 22                     | Mara Abbott (USA)                 | 7e                     |
| 23                     | Kimberly Anderson (USA)           | 29e                    |
| 26                     | Alexandra Wrubleski (CAN) (route) | 11e                    |
| 28                     | Ina-Yoko Teutenberg (GER)         | AB                     |

| Vision 1 Racing VOR | Vision 1 Racing VOR            | Vision 1 Racing VOR |
| ------------------- | ------------------------------ | ------------------- |
| Num                 | Coureuse                       | Pos                 |
| 31                  | Nicole Cooke (GBR) (route)     | 6e                  |
| 32                  | Gabriella Durrin (GBR)         | AB                  |
| 33                  | Christel Ferrier-Bruneau (FRA) | 17e                 |
| 34                  | Aurore Verhoeven (FRA)         | AB                  |
| 35                  | Vicki Whitelaw (AUS)           | 23e                 |
| 36                  | Helen Wyman (GBR)              | AB                  |

| Cervélo TestTeam CWT | Cervélo TestTeam CWT    | Cervélo TestTeam CWT |
| -------------------- | ----------------------- | -------------------- |
| Num                  | Coureuse                | Pos                  |
| 41                   | Lieselot Decroix (BEL)  | 55e                  |
| 42                   | Sarah Düster (GER)      | 31e                  |
| 43                   | Claudia Häusler (GER)   | 3e                   |
| 44                   | Emma Pooley (GBR)       | AB                   |
| 46                   | Kirsten Wild (NED)      | AB                   |
| 49                   | Christiane Soeder (AUT) | 8e                   |

| Pays-Bas NED | Pays-Bas NED       | Pays-Bas NED |
| ------------ | ------------------ | ------------ |
| Num          | Coureuse           | Pos          |
| 51           | Marieke Den Otter  | AB           |
| 52           | Esra Tromp         | AB           |
| 53           | Laura Turpijn      | AB           |
| 56           | Monique Zeldenrust | AB           |
| 58           | Suzanne Kuiper     | AB           |

| Flexpoint FLX | Flexpoint FLX              | Flexpoint FLX |
| ------------- | -------------------------- | ------------- |
| Num           | Coureuse                   | Pos           |
| 61            | Loes Gunnewijk (NED)       | 9e            |
| 63            | Saskia Elemans (NED)       | 70e           |
| 65            | Mirjam Melchers (NED)      | 53e           |
| 66            | Anna van der Breggen (NED) | 67e           |
| 68            | Trine Schmidt (DEN)        | AB            |
| 69            | Iris Slappendel (NED)      | 42e           |

| Equipe Nürnberger Versicherung NUR | Equipe Nürnberger Versicherung NUR | Equipe Nürnberger Versicherung NUR |
| ---------------------------------- | ---------------------------------- | ---------------------------------- |
| Num                                | Coureuse                           | Pos                                |
| 71                                 | Amber Neben (USA)                  | 4e                                 |
| 72                                 | Charlotte Becker (GER)             | AB                                 |
| 73                                 | Suzanne de Goede (NED)             | 71e                                |
| 74                                 | Eva Lutz (GER)                     | 25e                                |
| 75                                 | Bianca Purath (GER)                | 51e                                |
| 76                                 | Trixi Worrack (GER)                | 27e                                |

| Lotto-Belisol Ladiesteam LLT | Lotto-Belisol Ladiesteam LLT | Lotto-Belisol Ladiesteam LLT |
| ---------------------------- | ---------------------------- | ---------------------------- |
| Num                          | Coureuse                     | Pos                          |
| 81                           | Rochelle Gilmore (AUS)       | AB                           |
| 82                           | Elizabeth Armitstead (GBR)   | 22e                          |
| 83                           | Catherine Delfosse (BEL)     | 52e                          |
| 84                           | Emma Mackie (AUS)            | AB                           |
| 85                           | Kim Schoonbaert (BEL)        | AB                           |
| 86                           | Grace Verbeke (BEL)          | 14e                          |

| Selle Italia Ghezzi MSI | Selle Italia Ghezzi MSI | Selle Italia Ghezzi MSI |
| ----------------------- | ----------------------- | ----------------------- |
| Num                     | Coureuse                | Pos                     |
| 92                      | Kaytee Boyd (NZL)       | AB                      |
| 93                      | Sigrid Corneo (SLO)     | 72e                     |
| 94                      | Oxana Kozonchuk (RUS)   | 57e                     |
| 95                      | Fabiana Luperini (ITA)  | 15e                     |
| 96                      | Luisa Tamanini (ITA)    | 79e                     |
| 99                      | Martine Bras (NED)      | 60e                     |

| Allemagne GER | Allemagne GER            | Allemagne GER |
| ------------- | ------------------------ | ------------- |
| Num           | Coureuse                 | Pos           |
| 103           | Laura Dittmann           | AB            |
| 104           | Virginia Hennig          | AB            |
| 105           | Jana Schemmer            | AB            |
| 106           | Anna-Bianca Schnitzmeier | AB            |

| Gauss RDZ Ormu-Colnago GAU | Gauss RDZ Ormu-Colnago GAU | Gauss RDZ Ormu-Colnago GAU |
| -------------------------- | -------------------------- | -------------------------- |
| Num                        | Coureuse                   | Pos                        |
| 111                        | Tania Belvederesi (ITA)    | 30e                        |
| 112                        | Tatiana Antoshina (RUS)    | 45e                        |
| 113                        | Emanuela Azzini (ITA)      | 69e                        |
| 114                        | Martina Corazza (ITA)      | AB                         |
| 115                        | Julia Martisova (RUS)      | 21e                        |
| 116                        | Eleonora Suelotto (ITA)    | AB                         |

| France FRA | France FRA        | France FRA |
| ---------- | ----------------- | ---------- |
| Num        | Coureuse          | Pos        |
| 121        | Mélanie Bravard   | AB         |
| 122        | Julie Krasniak    | 24e        |
| 123        | Eugénie Mermillod | 76e        |
| 124        | Margot Ortega     | AB         |
| 125        | Amélie Rivat      | AB         |
| 126        | Béatrice Thomas   | AB         |

| Leontien.nl LNL | Leontien.nl LNL            | Leontien.nl LNL |
| --------------- | -------------------------- | --------------- |
| Num             | Coureuse                   | Pos             |
| 131             | Chantal Blaak (NED)        | 43e             |
| 132             | Marlijn Binnendijk (NED)   | 49e             |
| 133             | Andrea Bosman (NED)        | 13e             |
| 135             | Suzanne van Veen (NED)     | 61e             |
| 136             | Josien van Wingerden (NED) | 48e             |
| 137             | Lucinda Brand (NED)        | 44e             |

| Bigla BCT | Bigla BCT                    | Bigla BCT |
| --------- | ---------------------------- | --------- |
| Num       | Coureuse                     | Pos       |
| 141       | Nicole Brändli (SUI)         | AB        |
| 142       | Veronica Andrèasson (SWE)    | AB        |
| 143       | Noemi Cantele (ITA)          | 5e        |
| 144       | Jennifer Hohl (SUI)          | 77e       |
| 146       | Modesta Vžesniauskaitė (LTU) | 11e       |
| 147       | Monica Holler (SWE)          | AB        |

| Safi-Pasta Zara-Titanedi SAF | Safi-Pasta Zara-Titanedi SAF | Safi-Pasta Zara-Titanedi SAF |
| ---------------------------- | ---------------------------- | ---------------------------- |
| Num                          | Coureuse                     | Pos                          |
| 151                          | Alona Andruk (UKR)           | 38e                          |
| 152                          | Elena Berlato (ITA)          | 35e                          |
| 153                          | Inga Čilvinaitė (LTU)        | 37e                          |
| 154                          | Eneritz Iturriaga (ESP)      | 80e                          |
| 156                          | Eleonora Patuzzo (ITA)       | AB                           |
| 159                          | Diana Žiliūtė (LTU)          | 47e                          |

| Vienne Futuroscope FUT | Vienne Futuroscope FUT  | Vienne Futuroscope FUT |
| ---------------------- | ----------------------- | ---------------------- |
| Num                    | Coureuse                | Pos                    |
| 161                    | Audrey Cordon (FRA)     | 74e                    |
| 162                    | Jennifer Fischer (FRA)  | AB                     |
| 163                    | Marina Jaunâtre (FRA)   | 81e                    |
| 164                    | Nathalie Jeuland (FRA)  | AB                     |
| 166                    | Emmanuelle Merlot (FRA) | 78e                    |
| 168                    | Fiona Dutriaux (FRA)    | AB                     |

| USC Chirio Forno d'Asolo USC | USC Chirio Forno d'Asolo USC   | USC Chirio Forno d'Asolo USC |
| ---------------------------- | ------------------------------ | ---------------------------- |
| Num                          | Coureuse                       | Pos                          |
| 171                          | Clemilda Fernandes (BRA)       | 75e                          |
| 172                          | Uênia Fernandes Da Souza (BRA) | AB                           |
| 173                          | Edita Janeliūnaitė (LTU)       | AB                           |
| 175                          | Edita Ungurytė (LTU)           | 68e                          |
| 176                          | Eglė Zablockytė (LTU)          | AB                           |
| 178                          | Simona Frapporti (ITA)         | AB                           |

| États-Unis USA | États-Unis USA    | États-Unis USA |
| -------------- | ----------------- | -------------- |
| Num            | Coureuse          | Pos            |
| 181            | Katharine Carroll | HD             |
| 183            | Janel Holcomb     | 19e            |
| 184            | Kacey Manderfield | AB             |
| 185            | Jessica Phillips  | HD             |
| 189            | Kristin Sanders   | 54e            |

| Russie RUS | Russie RUS              | Russie RUS |
| ---------- | ----------------------- | ---------- |
| Num        | Coureuse                | Pos        |
| 191        | Yulia Blindyuk          | 73e        |
| 192        | Alexandra Burtschenkowa | 20e        |
| 193        | Yulia Iliynikh          | AB         |
| 194        | Irina Molicheva         | 63e        |
| 195        | Elena Novikova          | AB         |
| 196        | Ekaterina Novozhilova   | 58e        |

| Fenixs FEN | Fenixs FEN                      | Fenixs FEN |
| ---------- | ------------------------------- | ---------- |
| Num        | Coureuse                        | Pos        |
| 201        | Karin Aune (SWE)                | 46e        |
| 202        | Natalja Bojarskaja (RUS)        | 16e        |
| 203        | Suzie Godart (LUX)              | AB         |
| 204        | Catherine Hare Willianson (GBR) | 18e        |
| 205        | Corine Hierckens (BEL)          | 65e        |
| 209        | Urtė Juodvalkytė (LTU)          | AB         |

| Topsport Vlaanderen Thompson Ladies VLL | Topsport Vlaanderen Thompson Ladies VLL | Topsport Vlaanderen Thompson Ladies VLL |
| --------------------------------------- | --------------------------------------- | --------------------------------------- |
| Num                                     | Coureuse                                | Pos                                     |
| 212                                     | Jessie Daams (BEL)                      | AB                                      |
| 214                                     | Sjoukje Dufoer (BEL)                    | 40e                                     |
| 215                                     | Loes Sels (BEL)                         | 62e                                     |
| 216                                     | Katrien Van Looy (BEL)                  | AB                                      |
| 217                                     | Ine Beyen (BEL)                         | AB                                      |

| Team CMAX Dila DGC | Team CMAX Dila DGC       | Team CMAX Dila DGC |
| ------------------ | ------------------------ | ------------------ |
| Num                | Coureuse                 | Pos                |
| 221                | Saneila Biagi (ITA)      | AB                 |
| 223                | Francesca Faustini (ITA) | AB                 |
| 224                | Edita Pučinskaitė (LTU)  | 34e                |
| 225                | Arien Torsius (RSA)      | AB                 |
| 226                | Marta Vilajosana (ESP)   | 10e                |
| 227                | Alice Donadoni (ITA)     | 56e                |

| Autriche AUT | Autriche AUT           | Autriche AUT |
| ------------ | ---------------------- | ------------ |
| Num          | Coureuse               | Pos          |
| 232          | Daniela Pintarelli     | 36e          |
| 233          | Karin Ruso             | AB           |
| 234          | Monika Schachl (route) | NP           |
| 235          | Bernadette Schober     | AB           |
| 237          | Pelin Cizgin           | AB           |
| 238          | Catherine Langer       | AB           |

| DSB Bank-Nederland Bloeit ARC | DSB Bank-Nederland Bloeit ARC | DSB Bank-Nederland Bloeit ARC |
| ----------------------------- | ----------------------------- | ----------------------------- |
| Num                           | Coureuse                      | Pos                           |
| 1                             | Marianne Vos (NED) (route)    | 1re                           |
| 2                             | Liesbet De Vocht (BEL)        | 28e                           |
| 3                             | Angela Brodtka (GER)          | 32e                           |
| 4                             | Tina Liebig (GER)             | 64e                           |
| 5                             | Noortje Tabak (NED)           | 50e                           |
| 6                             | Marieke van Wanroij (NED)     | 59e                           |

| Red Sun Cycling Team RSC | Red Sun Cycling Team RSC                 | Red Sun Cycling Team RSC |
| ------------------------ | ---------------------------------------- | ------------------------ |
| Num                      | Coureuse                                 | Pos                      |
| 11                       | Emma Johansson (SWE)                     | 2e                       |
| 12                       | Paulina Brzeźna-Bentkowska (POL) (route) | 33e                      |
| 13                       | Petra Dijkman (NED)                      | 66e                      |
| 14                       | Ludivine Henrion (BEL)                   | 41e                      |
| 15                       | Mascha Pijnenborg (NED)                  | 39e                      |
| 16                       | Laure Werner (BEL)                       | AB                       |

| Columbia-HTC Women TCW | Columbia-HTC Women TCW            | Columbia-HTC Women TCW |
| ---------------------- | --------------------------------- | ---------------------- |
| Num                    | Coureuse                          | Pos                    |
| 21                     | Luise Keller (GER) (route)        | 26e                    |
| 22                     | Mara Abbott (USA)                 | 7e                     |
| 23                     | Kimberly Anderson (USA)           | 29e                    |
| 26                     | Alexandra Wrubleski (CAN) (route) | 11e                    |
| 28                     | Ina-Yoko Teutenberg (GER)         | AB                     |

| Vision 1 Racing VOR | Vision 1 Racing VOR            | Vision 1 Racing VOR |
| ------------------- | ------------------------------ | ------------------- |
| Num                 | Coureuse                       | Pos                 |
| 31                  | Nicole Cooke (GBR) (route)     | 6e                  |
| 32                  | Gabriella Durrin (GBR)         | AB                  |
| 33                  | Christel Ferrier-Bruneau (FRA) | 17e                 |
| 34                  | Aurore Verhoeven (FRA)         | AB                  |
| 35                  | Vicki Whitelaw (AUS)           | 23e                 |
| 36                  | Helen Wyman (GBR)              | AB                  |

| Cervélo TestTeam CWT | Cervélo TestTeam CWT    | Cervélo TestTeam CWT |
| -------------------- | ----------------------- | -------------------- |
| Num                  | Coureuse                | Pos                  |
| 41                   | Lieselot Decroix (BEL)  | 55e                  |
| 42                   | Sarah Düster (GER)      | 31e                  |
| 43                   | Claudia Häusler (GER)   | 3e                   |
| 44                   | Emma Pooley (GBR)       | AB                   |
| 46                   | Kirsten Wild (NED)      | AB                   |
| 49                   | Christiane Soeder (AUT) | 8e                   |

| Pays-Bas NED | Pays-Bas NED       | Pays-Bas NED |
| ------------ | ------------------ | ------------ |
| Num          | Coureuse           | Pos          |
| 51           | Marieke Den Otter  | AB           |
| 52           | Esra Tromp         | AB           |
| 53           | Laura Turpijn      | AB           |
| 56           | Monique Zeldenrust | AB           |
| 58           | Suzanne Kuiper     | AB           |

| Flexpoint FLX | Flexpoint FLX              | Flexpoint FLX |
| ------------- | -------------------------- | ------------- |
| Num           | Coureuse                   | Pos           |
| 61            | Loes Gunnewijk (NED)       | 9e            |
| 63            | Saskia Elemans (NED)       | 70e           |
| 65            | Mirjam Melchers (NED)      | 53e           |
| 66            | Anna van der Breggen (NED) | 67e           |
| 68            | Trine Schmidt (DEN)        | AB            |
| 69            | Iris Slappendel (NED)      | 42e           |

| Equipe Nürnberger Versicherung NUR | Equipe Nürnberger Versicherung NUR | Equipe Nürnberger Versicherung NUR |
| ---------------------------------- | ---------------------------------- | ---------------------------------- |
| Num                                | Coureuse                           | Pos                                |
| 71                                 | Amber Neben (USA)                  | 4e                                 |
| 72                                 | Charlotte Becker (GER)             | AB                                 |
| 73                                 | Suzanne de Goede (NED)             | 71e                                |
| 74                                 | Eva Lutz (GER)                     | 25e                                |
| 75                                 | Bianca Purath (GER)                | 51e                                |
| 76                                 | Trixi Worrack (GER)                | 27e                                |

| Lotto-Belisol Ladiesteam LLT | Lotto-Belisol Ladiesteam LLT | Lotto-Belisol Ladiesteam LLT |
| ---------------------------- | ---------------------------- | ---------------------------- |
| Num                          | Coureuse                     | Pos                          |
| 81                           | Rochelle Gilmore (AUS)       | AB                           |
| 82                           | Elizabeth Armitstead (GBR)   | 22e                          |
| 83                           | Catherine Delfosse (BEL)     | 52e                          |
| 84                           | Emma Mackie (AUS)            | AB                           |
| 85                           | Kim Schoonbaert (BEL)        | AB                           |
| 86                           | Grace Verbeke (BEL)          | 14e                          |

| Selle Italia Ghezzi MSI | Selle Italia Ghezzi MSI | Selle Italia Ghezzi MSI |
| ----------------------- | ----------------------- | ----------------------- |
| Num                     | Coureuse                | Pos                     |
| 92                      | Kaytee Boyd (NZL)       | AB                      |
| 93                      | Sigrid Corneo (SLO)     | 72e                     |
| 94                      | Oxana Kozonchuk (RUS)   | 57e                     |
| 95                      | Fabiana Luperini (ITA)  | 15e                     |
| 96                      | Luisa Tamanini (ITA)    | 79e                     |
| 99                      | Martine Bras (NED)      | 60e                     |

| Allemagne GER | Allemagne GER            | Allemagne GER |
| ------------- | ------------------------ | ------------- |
| Num           | Coureuse                 | Pos           |
| 103           | Laura Dittmann           | AB            |
| 104           | Virginia Hennig          | AB            |
| 105           | Jana Schemmer            | AB            |
| 106           | Anna-Bianca Schnitzmeier | AB            |

| Gauss RDZ Ormu-Colnago GAU | Gauss RDZ Ormu-Colnago GAU | Gauss RDZ Ormu-Colnago GAU |
| -------------------------- | -------------------------- | -------------------------- |
| Num                        | Coureuse                   | Pos                        |
| 111                        | Tania Belvederesi (ITA)    | 30e                        |
| 112                        | Tatiana Antoshina (RUS)    | 45e                        |
| 113                        | Emanuela Azzini (ITA)      | 69e                        |
| 114                        | Martina Corazza (ITA)      | AB                         |
| 115                        | Julia Martisova (RUS)      | 21e                        |
| 116                        | Eleonora Suelotto (ITA)    | AB                         |

| France FRA | France FRA        | France FRA |
| ---------- | ----------------- | ---------- |
| Num        | Coureuse          | Pos        |
| 121        | Mélanie Bravard   | AB         |
| 122        | Julie Krasniak    | 24e        |
| 123        | Eugénie Mermillod | 76e        |
| 124        | Margot Ortega     | AB         |
| 125        | Amélie Rivat      | AB         |
| 126        | Béatrice Thomas   | AB         |

| Leontien.nl LNL | Leontien.nl LNL            | Leontien.nl LNL |
| --------------- | -------------------------- | --------------- |
| Num             | Coureuse                   | Pos             |
| 131             | Chantal Blaak (NED)        | 43e             |
| 132             | Marlijn Binnendijk (NED)   | 49e             |
| 133             | Andrea Bosman (NED)        | 13e             |
| 135             | Suzanne van Veen (NED)     | 61e             |
| 136             | Josien van Wingerden (NED) | 48e             |
| 137             | Lucinda Brand (NED)        | 44e             |

| Bigla BCT | Bigla BCT                    | Bigla BCT |
| --------- | ---------------------------- | --------- |
| Num       | Coureuse                     | Pos       |
| 141       | Nicole Brändli (SUI)         | AB        |
| 142       | Veronica Andrèasson (SWE)    | AB        |
| 143       | Noemi Cantele (ITA)          | 5e        |
| 144       | Jennifer Hohl (SUI)          | 77e       |
| 146       | Modesta Vžesniauskaitė (LTU) | 11e       |
| 147       | Monica Holler (SWE)          | AB        |

| Safi-Pasta Zara-Titanedi SAF | Safi-Pasta Zara-Titanedi SAF | Safi-Pasta Zara-Titanedi SAF |
| ---------------------------- | ---------------------------- | ---------------------------- |
| Num                          | Coureuse                     | Pos                          |
| 151                          | Alona Andruk (UKR)           | 38e                          |
| 152                          | Elena Berlato (ITA)          | 35e                          |
| 153                          | Inga Čilvinaitė (LTU)        | 37e                          |
| 154                          | Eneritz Iturriaga (ESP)      | 80e                          |
| 156                          | Eleonora Patuzzo (ITA)       | AB                           |
| 159                          | Diana Žiliūtė (LTU)          | 47e                          |

| Vienne Futuroscope FUT | Vienne Futuroscope FUT  | Vienne Futuroscope FUT |
| ---------------------- | ----------------------- | ---------------------- |
| Num                    | Coureuse                | Pos                    |
| 161                    | Audrey Cordon (FRA)     | 74e                    |
| 162                    | Jennifer Fischer (FRA)  | AB                     |
| 163                    | Marina Jaunâtre (FRA)   | 81e                    |
| 164                    | Nathalie Jeuland (FRA)  | AB                     |
| 166                    | Emmanuelle Merlot (FRA) | 78e                    |
| 168                    | Fiona Dutriaux (FRA)    | AB                     |

| USC Chirio Forno d'Asolo USC | USC Chirio Forno d'Asolo USC   | USC Chirio Forno d'Asolo USC |
| ---------------------------- | ------------------------------ | ---------------------------- |
| Num                          | Coureuse                       | Pos                          |
| 171                          | Clemilda Fernandes (BRA)       | 75e                          |
| 172                          | Uênia Fernandes Da Souza (BRA) | AB                           |
| 173                          | Edita Janeliūnaitė (LTU)       | AB                           |
| 175                          | Edita Ungurytė (LTU)           | 68e                          |
| 176                          | Eglė Zablockytė (LTU)          | AB                           |
| 178                          | Simona Frapporti (ITA)         | AB                           |

| États-Unis USA | États-Unis USA    | États-Unis USA |
| -------------- | ----------------- | -------------- |
| Num            | Coureuse          | Pos            |
| 181            | Katharine Carroll | HD             |
| 183            | Janel Holcomb     | 19e            |
| 184            | Kacey Manderfield | AB             |
| 185            | Jessica Phillips  | HD             |
| 189            | Kristin Sanders   | 54e            |

| Russie RUS | Russie RUS              | Russie RUS |
| ---------- | ----------------------- | ---------- |
| Num        | Coureuse                | Pos        |
| 191        | Yulia Blindyuk          | 73e        |
| 192        | Alexandra Burtschenkowa | 20e        |
| 193        | Yulia Iliynikh          | AB         |
| 194        | Irina Molicheva         | 63e        |
| 195        | Elena Novikova          | AB         |
| 196        | Ekaterina Novozhilova   | 58e        |

| Fenixs FEN | Fenixs FEN                      | Fenixs FEN |
| ---------- | ------------------------------- | ---------- |
| Num        | Coureuse                        | Pos        |
| 201        | Karin Aune (SWE)                | 46e        |
| 202        | Natalja Bojarskaja (RUS)        | 16e        |
| 203        | Suzie Godart (LUX)              | AB         |
| 204        | Catherine Hare Willianson (GBR) | 18e        |
| 205        | Corine Hierckens (BEL)          | 65e        |
| 209        | Urtė Juodvalkytė (LTU)          | AB         |

| Topsport Vlaanderen Thompson Ladies VLL | Topsport Vlaanderen Thompson Ladies VLL | Topsport Vlaanderen Thompson Ladies VLL |
| --------------------------------------- | --------------------------------------- | --------------------------------------- |
| Num                                     | Coureuse                                | Pos                                     |
| 212                                     | Jessie Daams (BEL)                      | AB                                      |
| 214                                     | Sjoukje Dufoer (BEL)                    | 40e                                     |
| 215                                     | Loes Sels (BEL)                         | 62e                                     |
| 216                                     | Katrien Van Looy (BEL)                  | AB                                      |
| 217                                     | Ine Beyen (BEL)                         | AB                                      |

| Team CMAX Dila DGC | Team CMAX Dila DGC       | Team CMAX Dila DGC |
| ------------------ | ------------------------ | ------------------ |
| Num                | Coureuse                 | Pos                |
| 221                | Saneila Biagi (ITA)      | AB                 |
| 223                | Francesca Faustini (ITA) | AB                 |
| 224                | Edita Pučinskaitė (LTU)  | 34e                |
| 225                | Arien Torsius (RSA)      | AB                 |
| 226                | Marta Vilajosana (ESP)   | 10e                |
| 227                | Alice Donadoni (ITA)     | 56e                |

| Autriche AUT | Autriche AUT           | Autriche AUT |
| ------------ | ---------------------- | ------------ |
| Num          | Coureuse               | Pos          |
| 232          | Daniela Pintarelli     | 36e          |
| 233          | Karin Ruso             | AB           |
| 234          | Monika Schachl (route) | NP           |
| 235          | Bernadette Schober     | AB           |
| 237          | Pelin Cizgin           | AB           |
| 238          | Catherine Langer       | AB           |